# 音楽探険隊
株式会社音楽探険隊（おんがくたんけんたい）は、1990年（平成2年）8月9日に設立されたテレビ、VP、CM、イベントの音響効果・選曲・作曲を手掛ける日本の会社である。
初代隊長（代表取締役を指す）である富永豊は、2001年6月に独立（現在、株式会社シースケープクリエイション代表取締役）。現在は2代目隊長・関谷幸三が率いる。
2016年4月に、L-care事業部スタート。　関谷幸三のアイデアによる「リンパッド」開発、販売スタート。
L-care事業部の業務は、主に腰痛、肩痛の人々を対象にリンパケア理論の流布、関連商品の販売。

## 所在地
- 本社

東京都杉並区阿佐谷南1丁目1-4 マック阿佐ヶ谷ビル3F

## 主な取引先会社

### 放送局
- 日本放送協会（NHK）
- 株式会社WOWOW
- 株式会社フジテレビジョン

### 制作プロダクション
- ADKアーツ
- インターフィルム
- ウッドオフィス
- ウィークス
- ヴィステック エンタテイメント
- エネット
- NHKエンタープライズ
- 共同テレビジョン
- オーパスプラス
- クレイ
- ジェイ・スポーツ
- ディートライ
- ディポット・アート
- 電通テック
- テレビ東京制作
- 東京フィルム・メート
- 二番工房
- 博報堂プロダクツ
- プラスミック・シーエフピー
- ポニーキャニオン
- ムービーファクトリー
- メディアバンガード
- メディクト
- ユニモト
- レイ
- 169

## 主な協力番組

### 現在
- NHK
  - 国際報道2021
  - ニュース　シブ5時

- WOWOW
  - 全豪オープンテニス
  - 全英オープンテニス
  - 全仏オープンテニス
  - 全米オープンテニス
  - 楽天ジャパンオープン
  - テニスナビ

- テレビ大阪
  - THE フィッシング

- テレビ東京
  - ウイニング競馬
  - イケボ王国

- ゴルフネットワーク
  - ひとりゴルフ
  - 勝者の条件

- DHCテレビジョン
  - ときめき♡BBA

- ・エンタメ～テレ
  - 三麻王決定戦

### 過去の協力番組
- GOLFイレブン～ナイショッ話～
- マンスリーゴルフヘッドライン（BS朝日）
- 2015 F1グランプリ（フジテレビ）
- ザ・ノンフィクション　不幸の履歴書　1＆2（フジテレビ）
- 声優だって旅します（アニマックス）
- 声優だって旅します the 2nd!（アニマックス）
- どこでもクエスト（アニマックス）
- おつかれ3（テレビ東京）
- 大科学実験（NHK Eテレ）
- BS民放5局開局15周年共同特別番組　バック・トゥ・ザ21世紀～気づけば未来があふれてた～（BS日テレ　BS朝日　BS-TBS　BSジャパン　BSフジ）
- 福山潤|福山ッスル！（ATX）
- プロ野菜ニュース（DHCシアター）
- ウィークリーゴルフヘッドライン（BS朝日）
- サクセス登竜門（Act on TV）
- チャレンジ！夢のその先へ～Sexy Zone中島健人・全米No.1パフォーマーと出会う～（NHK BSプレミアム）
- ザ・ノンフィクション　シングルマザーハンター（フジテレビ）
- ザ・ノンフィクション　昭和軒のオリンピック～表参道ラーメン人生～（フジテレビ）
- BSニュース24（NHK-BS）
- ニューギアセレクション（ゴルフネットワーク）
- 理科6年 ふしぎ情報局
- 理科3年 ふしぎだいすき
- あにP（TOKYO MX）
- プロゴルファー最強伝説（ゴルフネットワーク）
- 野菜ソムリエTV（日テレG+）
- 趣味悠々 「今年こそパソコン達人」（NHK教育テレビ）
- 熱血!!ゴルフ女子部（テレビ朝日）
- ハイビジョンスーパーゴルフ 今田竜二のUSAテクニック（NHK-BShi）
- ゴルフスーパーバトル（テレビ東京）
- 超豪華!女子プロ花の6人娘ゴルフ対決（テレビ東京）
- 横峯さくら・良郎のゴルフパラダイス（フジテレビ）
- レクサスカップ2006（TBS）
- 情熱大陸 「緩和ケア科医師・林章敏」（毎日放送）
- 名探偵コナン ありがとう10周年 コナン大賞2006（読売テレビ）
- ハイビジョンスーパーゴルフ マッシー倉本のチャンピオンズゴルフ（NHK-BShi）
- NHK番組たまご「今宵ゴージャス!」（NHK）
- 真相深入り!虎ノ門ニュース
- ＃渋谷オルガン坂生徒会
- 伝説の技（ゴルフネットワーク）
- RED BULL STRATOS（Jスポーツ）

その他 多数

### その他、CM、VP、DVD、イベント作品
- DATV 2015 PARK YUCHUN FAN MEETING JAPAN TOUR ALL ABOUT YU（音効）
- DATV 2015 KIM JAE JOONG J-PARTY IN YOKOHAMA（音効）
- Canon　Canon Expo 2015（選曲）
- 三幸製菓  パリンコカレー味　Pari Pari Curry - Amazing Bollywood Kids Dance by Akshat Singh（作曲）
- ニッスイ 「100年史」VTR（選曲）
- オリックス自動車 「スーパーオートマン」WEBムービーコンテンツ（選曲）
- 関西テレビ / 吉本興業 映画「ラブポリス～ニート達の挽歌～」（選曲）　沖縄国際映画祭2011 出品作品
- ポニーキャニオン DVD「チーム青森の軌跡」（選曲）
- マクレガーゴルフ NV-Fドライバー TV-CM（選曲）
- ゴルフネットワーク「秘伝プロの技」DVD（選曲）
- 味の素KK 100周年記念DVD「みんなすくすく100年史」（選曲、権利許諾代行）
- 倖田來未 ファンミーティング 「Let's Party Vol.1」（ライブ音効）
- 藤川ゆり DVD（選曲）
- 日清食品 日清野菜はるさめスープ TV-CM（選曲）
- タイトリスト Pro V1 TV-CM（選曲）
- イオンスポーツ GIGAドライバー TV-CM（選曲）
- セガ 恐竜キング「クリスマスBOX」編 TV-CM（選曲）
- LaLa TV オープニングID一式（作曲）
- 三越 オンラインショッピングCMソング（作曲）
- 東京ミッドタウン TV-CM（選曲）
- なかよし TV-CM（選曲）
- TSUTAYA TV-CM（選曲）

その他 多数